# Lindsaea bakeri
Lindsaea bakeri är en ormbunkeart som först beskrevs av Carl Frederik Albert Christensen, och fick sitt nu gällande namn av Carl Frederik Albert Christensen. Lindsaea bakeri ingår i släktet Lindsaea och familjen Lindsaeaceae. Utöver nominatformen finns också underarten L. b. pycnophylla.